# Campionato sudamericano maschile di pallacanestro 2016
Il 47º campionato dell'America Meridionale di pallacanestro maschile (noto anche come FIBA South American Championship 2016) si è svolto dal 26 giugno al 2 luglio 2016 a Caracas, in Venezuela.

## Squadre partecipanti
- Argentina
- Bolivia
- Brasile
- Cile
- Colombia
- Ecuador
- Paraguay
- Perù
- Uruguay
- Venezuela

## Fase a gironi

### Gruppo A
| Squadra   | P.ti | G | V | P | PF  | PS  | DP   |
| --------- | ---- | - | - | - | --- | --- | ---- |
| Venezuela | 8    | 4 | 4 | 0 | 341 | 179 | +162 |
| Brasile   | 7    | 4 | 3 | 1 | 382 | 231 | +151 |
| Paraguay  | 6    | 4 | 2 | 2 | 256 | 290 | -34  |
| Bolivia   | 5    | 4 | 1 | 3 | 200 | 359 | -159 |
| Ecuador   | 4    | 4 | 0 | 4 | 230 | 350 | -120 |

### Gruppo B
| Squadra   | P.ti | G | V | P | PF  | PS  | DP   |
| --------- | ---- | - | - | - | --- | --- | ---- |
| Argentina | 8    | 4 | 4 | 0 | 396 | 241 | +155 |
| Uruguay   | 7    | 4 | 3 | 1 | 301 | 242 | +59  |
| Colombia  | 6    | 4 | 2 | 2 | 284 | 277 | +7   |
| Cile      | 5    | 4 | 1 | 3 | 279 | 339 | -60  |
| Perù      | 4    | 4 | 0 | 4 | 198 | 359 | -161 |

## Fase a eliminazione diretta
|  | Semifinali | Semifinali | Semifinali |         |           | Finale          | Finale          | Finale          |  |
|  |            |            |            |         |           |                 |                 |                 |  |
|  | Venezuela  | Venezuela  | 74         |         |           |                 |                 |                 |  |
|  | Venezuela  | Venezuela  | 74         |         |           |                 |                 |                 |  |
|  | Uruguay    | Uruguay    | 62         |         |           |                 |                 |                 |  |
|  | Uruguay    | Uruguay    | 62         |         | Venezuela | Venezuela       | 64              |                 |  |
|  |            |            |            |         | Venezuela | Venezuela       | 64              |                 |  |
|  |            |            | Brasile    | Brasile | 58        |                 |                 |                 |  |
|  | Argentina  | Argentina  | Brasile    | Brasile | 58        | 82              |                 |                 |  |
|  | Argentina  | Argentina  |            |         |           | 82              |                 |                 |  |
|  | Brasile    | Brasile    | 88         |         |           | Finale 3º posto | Finale 3º posto | Finale 3º posto |  |
|  | Brasile    | Brasile    | 88         |         |           |                 |                 |                 |  |
|  |            |            |            |         |           |                 |                 |                 |  |
|  |            |            |            |         |           | Uruguay         | Uruguay         | 87              |  |
|  |            |            |            |         |           | Uruguay         | Uruguay         | 87              |  |
|  |            |            |            |         |           | Argentina       | Argentina       | 83              |  |

### Finale 7º/8º posto
| Caracas 1º luglio 2016, ore 11:30 UTC-4 | Bolivia  | 55 – 70 referto    | Cile | Poliedro de Caracas |
| \| \| \| \| \| Veizaga 14 \| Punti \| 14 Carrion \| \| Ochoa 3 \| Assist \| 4 Carrasco, Suarez \| \| Salvatierra 11 \| Rimbalzi \| 15 Carvacho \| |          |                    |      |                     |
| |          |                    |      |                     |
| Veizaga 14 | Punti    | 14 Carrion         |      |                     |
| Ochoa 3 | Assist   | 4 Carrasco, Suarez |      |                     |
| Salvatierra 11 | Rimbalzi | 15 Carvacho        |      |                     |

### Finale 5º/6º posto
| Caracas 1º luglio 2016, ore 13:45 UTC-4 | Paraguay | 58 – 82 referto | Colombia | Poliedro de Caracas |
| \| \| \| \| \| A. Peralta 11 \| Punti \| 24 Jackson \| \| Zanotti 5 \| Assist \| 4 Atencia \| \| A. Peralta 6 \| Rimbalzi \| 11 Hernández \| |          |                 |          |                     |
| |          |                 |          |                     |
| A. Peralta 11 | Punti    | 24 Jackson      |          |                     |
| Zanotti 5 | Assist   | 4 Atencia       |          |                     |
| A. Peralta 6 | Rimbalzi | 11 Hernández    |          |                     |

### Finale 3º/4º posto
| Caracas 2 luglio 2016, ore 17:15 UTC-4                                                                                                  | Uruguay  | 87 – 83 referto | Argentina | Poliedro de Caracas |
| \| \| \| \| \| Parodi 24 \| Punti \| 18 Mainoldi \| \| Fitipaldo 5 \| Assist \| 5 Brussino \| \| Batista 13 \| Rimbalzi \| 8 Aguerre \| |          |                 |           |                     |
| |          |                 |           |                     |
| Parodi 24 | Punti    | 18 Mainoldi     |           |                     |
| Fitipaldo 5 | Assist   | 5 Brussino      |           |                     |
| Batista 13 | Rimbalzi | 8 Aguerre       |           |                     |

### Finale
| Caracas 2 luglio 2016, ore 19:30 UTC-4 | Venezuela | 64 – 58 referto | Brasile | Poliedro de Caracas |
| \| \| \| \| \| G. Vargas 21 \| Punti \| 13 Toledo \| \| J. Vargas 5 \| Assist \| 7 Fúlvio \| \| Colmenares 9 \| Rimbalzi \| 8 Olivinha \| |           |                 |         |                     |
| |           |                 |         |                     |
| G. Vargas 21 | Punti     | 13 Toledo       |         |                     |
| J. Vargas 5 | Assist    | 7 Fúlvio        |         |                     |
| Colmenares 9 | Rimbalzi  | 8 Olivinha      |         |                     |

## Classifica finale
| Pos. | Squadra   | |
| ---- | --------- | --- |
|      | Venezuela | Venezuela0 Echenique, 2 Lewis, 5 G. Vargas, 8 Cubillán, 10 J. Vargas, 11 Bethelmy, 14 Ruiz, 15 Graterol, 22 García, 23 Pérez, 34 Cazorla, 43 Colmenares, All. Néstor García    |
|      | Brasile   | Brasile4 Davi, 5 Lucas Mariano, 6 Jefferson, 7 Henrique, 8 Gui, 9 Jimmy, 10 Olivinha, 11 Fúlvio, 12 Mineiro, 13 João Paulo, 14 Meindl, 15 Marcus Toledo, All. Gustavo de Conti |
|      | Uruguay   | Uruguay5 Fitipaldo, 6 Aguiar, 7 Calfani, 9 Barrera, 12 Ducasse, 13 Vázquez, 15 Batista, 19 Haller, 21 Parodi, 22 Newsome, 24 Zanotta, 33 Wachsmann, All. Marcelo Signorelli    |
| 4    | Argentina | Argentina1 Romano, 3 Vildoza, 5 de los Santos, 6 Balbi, 9 Brussino, 12 Delía, 14 Deck, 19 Mainoldi, 20 Schattmann, 27 Aguerre, 35 Acuña, 41 Saiz, All. Nicolás Casalánguida    |
| 5    | Colombia  | Colombia4 Caicedo, 5 Salazar, 6 Mendoza, 7 Ibargüen, 8 Jackson, 9 Ortiz, 10 Atencia, 11 Hinestroza, 12 Pérez, 13 Mosquera, 14 Hernández, 15 Mejía, All. Guillermo Moreno       |
| 6    | Paraguay  | Paraguay4 G. Peralta, 5 Pérez, 6 Vallejos, 7 Zanotti, 8 Riveros, 9 Mellone, 10 Sánchez, 11 Bareiro, 12 Fabio, 13 A. Peralta, 14 Laratro, 15 López, All. Marcelo Pfleger        |
| 7    | Cile      | Cile4 Álvarez, 5 Carrión, 6 Coro, 7 Herrera, 8 Aranda, 9 Carrasco, 10 Suárez, 11 Infante, 12 Isla, 13 Schuler, 14 Carvacho, 15 Fontena, All. Daniel Frola                      |
| 8    | Bolivia   | Bolivia4 Salvatierra, 5 Romero, 6 Fernández, 7 Camargo, 8 Ramos, 9 Justiniano, 10 Arze, 11 Veizaga, 12 Calvo, 13 Olguín, 14 Mercado, 15 Ochoa, All. Giovanni Vargas            |
| 9    | Ecuador   | Ecuador4 Riascos, 5 Orozco, 6 Guerra, 7 Cano, 8 Delgado, 9 Martínez, 10 Guayaquil, 11 Arboleda, 12 Cobeña, 13 Mina, 14 Caicedo, 15 Carcelén, All. Luciano Martínez             |
| 10   | Perù      | Perù4 López, 5 Regalado, 6 Barrios, 7 Chávez, 8 Bellatín, 9 Morales, 10 La Rosa, 11 Fuller, 13 Céspedes, 14 Masías, 15 Parodi, 17 Sambuceti, All. Carlos Zanelatto             |